# Народно читалище „Съединение – 1888“
 Тази статия е за читалището в Драганово.  За читалището в Съединение вижте Народно читалище „Съединение – 1875“.  
Народното читалище „Съединение – 1888“ е основано на 18 януари 1888 г. в село Драганово.
Първите данни за читалищната библиотека, с която се започва дейността на читалището се е помещавала в учителската стая на Централното училище в селото. Малкото книги, които се раздавали за домашен прочит били дарения от личния фонд на основателите на читалището – около 65 души ентусиасти. Библиотекар бил и председател на читалището, учителят Петко Коларов, баща на поета Асен Разцветников. В 1893 година библиотеката е преместена в центъра на селото в „наето“ помещение във Фучеджиевия дюкян. Тук започват да се изнасят беседи и сказки. В 1900 година библиотеката имала на разположение с 220 тома книги.
По време на войните дейността на читалището е осъществявана само епизодично. Единствено продължава работата на библиотеката. В двадесетте години на 20 век, след Първата световна война, за библиотекар е назначен Тодор Събев Манев, бъдещият драматург Камен Зидаров. Неговата дейност и голямата му любов и преклонение пред книгите дава силен тласък в читателския интерес на учениците и младежите от селото. Увеличава се книжният фонд, получават се над 50 периодични издания.
През 1939 година е открита новата двуетажна сграда на читалището. Книжният фонд на библиотека се увеличава. В края на 1979 г. сградата е преустроена в сегачният си вид.
Бележит деятел на читалището е Стефан Стефанов, учителствувал в с. Драганово в 40-те години на 20 век и работил за музеите в гр. Копривщица и Представителния духов оркестър „Стефан Стефанов“ на село Гара Елин Пелин. Той поставя на сцената на читалище „Съединение“ оперета по едноименния разказ на Йордан Йовков „Шибил“. Либретото и нотите са на учителя му Дамян Брайков, също от Копривщица.
| Клуб „Краезнание“                                                    |
| Музейна сбирка на драгановските градинари, сбирка с предмети от бита |
| Драматичен театър                                                    |
| Детски театър                                                        |
| Фолклорен танцов клуб „Българка“                                     |
| Женска вокална група за изворен фолклор                              |
| Група за стари градски песни                                         |
| Детска вокална група „Палавите ноти“                                 |
| Лазарска група                                                       |
| Коледарска група                                                     |
| Клубове по интереси - оригами и плетене на една кука                 |